# Lee Seung-yun
Lee Seung-yun (hangŭl: 이승윤) (18 aprile 1995) è un arciere sudcoreano.

## Biografia
Nel 2013 prende parte ai Campionati mondiali di tiro con l'arco a Belek, dove ottiene la medaglia d'oro nell'individuale sconfiggendo il connazionale e campione olimpico Oh Jin-Hyek. Grazie alla sua prestazione, poco dopo sale alla quinta posizione del ranking mondiale.
Nel 2016 conquista alle Olimpiadi di Rio l'oro a squadre.

## Palmarès
- Giochi olimpici

Rio de Janeiro 2016: oro a squadre.
- Campionati mondiali di tiro con l'arco

Belek 2013: oro nell'individuale
- Universiade

Taipei 2017: oro nell'individuale, a squadre e nella gara mista.